# M50 (противогаз)

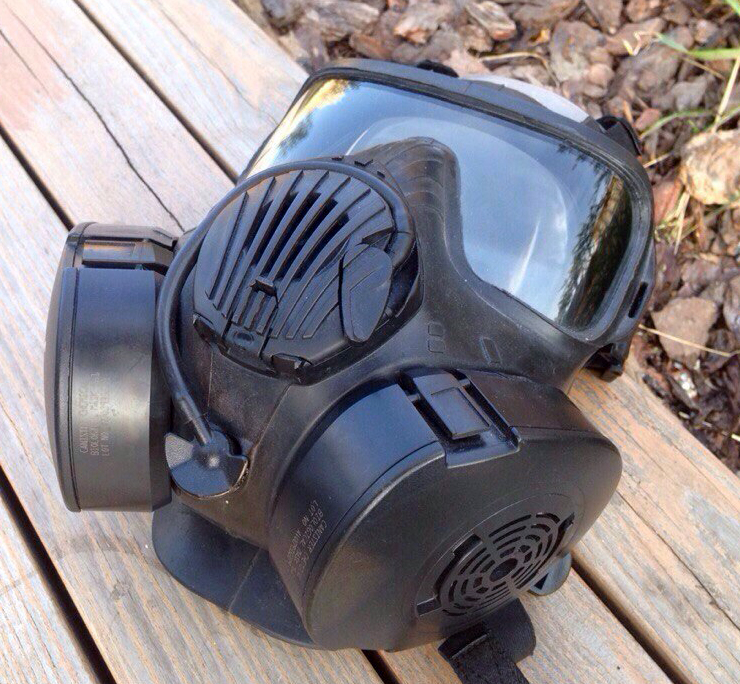
Противогаз JSGPM M50

JSGPM M50 (Joint Services General Purpose Mask M50) — фильтрующее средство индивидуальной защиты органов дыхания, глаз и кожи лица человека, разработанное и производящееся в Соединённых Штатах Америки. JSGPM M50 прошёл сертификацию Министерства обороны Соединённых Штатов Америки в сентябре 2007 года. Первыми новые JSGPM M50 получили американские морские пехотинцы на острове Окинава и Гавайских островах в 2010 году.

## Назначение
JSGPM M50 предназначен для оснащения вооружённых сил США; свободная реализация запрещена. Предназначен для защиты органов дыхания, зрения и кожи лица личного состава вооружённых сил Соединённых Штатов Америки от боевых отравляющих веществ, аварийно химических опасных веществ, радиоактивной пыли и биологических аэрозолей.

## Конструкция
Лицевая часть JSGPM M50 состоит из корпуса в виде низкопрофильной маски объёмного типа с подмасочником, обтюратором, отформованным заодно целое с корпусом маски, панорамного стекла термическим способом вмонтированного в корпус, переговорного устройства, приспособления для приёма воды в условиях заражённой атмосферы, узла выдоха, оголовья, двух узлов вдоха — подсоединения фильтров. Полиуретановое гибкое панорамное стекло устойчиво к ударам и к возникновению царапин; обеспечивает широкое поле зрения и совместимо с прицелами вооружения. Предусмотрена система коррекции зрения, возможна установка линз внутри маски. Корпус лицевой части выполнен из силиконовой смеси, придающей маске высокую гибкость и обеспечивающей комфорт при длительном использовании. Низкий профиль корпуса маски обеспечивает совместимость со средствами защиты головы, применяемыми вооружёнными силами Соединённых Штатах Америки. Наличие в конструкции лицевой части подмасочника обеспечивает плотное прилегание лицевой части к носу и рту пользователя, а встроенные в подмасочник клапаны исключают возможность запотевания внутренней поверхности панорамного стекла. Лицевая часть оснащена электронным коммуникационным портом (ECP), присутствует возможность подключения дополнительных систем связи.
Лицевая часть выпускается в трёх размерах (малый — S, средний — M, большой — L).
JSGPM M50 комплектуется двумя фильтрами, что позволяет снизить сопротивление дыханию и улучшить распределение веса. Фильтры снабжены поглощающим слоем (шихта) и противоаэрозольным фильтром. Фильтры имеют байонетные соединения и могут быть заменены без нарушения герметичности подмасочного пространства за счёт наличия самогерметизирующихся клапанов.

## Технические характеристики
- Устойчивость (сопротивление) лицевой части воздействию отравляющих вещества: зарин, зоман, VX — не менее 36 часов.
- Масса противогаза создающего нагрузку на голову (лицевая часть + фильтры) — не более 860 грамм.
- Сопротивление постоянному воздушному потоку на вдохе при объёмном расходе воздуха 30 дм3/мин — не более 98 Па (10 мм вод. ст.)
- Объёмное содержание диоксида углерода во вдыхаемом воздухе — не более 0,8 %.
- Площадь поля зрения — не менее 96 %.

Время защитного действия фильтров по опасным химическим веществам при расходе воздуха 30 дм3/мин.
- Циклогексан — не менее 20 минут.
- Циан водорода — не менее 45 минут.
- Циан хлористый — не менее 45 минут.
- Фосген — не менее 100 минут.

## Страны-эксплуатанты
- Бельгия: Сухопутные войска Бельгии[англ.][1]
- Ирак: Силы специальных операций Ирака[англ.] (контртеррористические части)[2]
- Нидерланды: в январе 2021 года заключён контракт на поставку сухопутным войскам Нидерландов[3]
- Норвегия: Сухопутные войска Норвегии[1]
- США: все рода войск ВС США[4]
- Филиппины: Сухопутные войска Филиппин[англ.] и Военно-морские силы Филиппин[5]
- Финляндия: Сухопутные войска Финляндии[1]